# ランバッハ - フォルヒドルフ・エッゲンベルク線
ランバッハ - フォルヒドルフ・エッゲンベルク線（ランバッハ - フォルヒドルフ・エッゲンベルクせん、Lokalbahn Lambach–Vorchdorf-Eggenberg）は、オーストリアのオーバーエスターライヒ州を走るオーストリア連邦鉄道の鉄道路線である。路線番号は160。

## 運行形態
普通について説明する。

### 普通 (R)
平日は1-2時間に1本、休日は2時間に1本の運行。一部列車はオーストリア西部鉄道リンツ方面、およびグムンデン - フォルヒドルフ線グムンデン方面と接続する。

### 過去の運行種別
2016年以前は、快速が運行していた。シュタインフェルト - フェルトハム間ノンストップであるほかは各駅に停車。2016年度は平日、2015年以前は土曜日、朝の片道1本のみ、ランバッハ→フォルヒドルフ間に運行されていた。

## 駅一覧
駅と営業キロ、停車列車、接続路線などを示す。
- 種別
  - REX：快速
  - R：普通
- 停車駅
  - ■印：全列車停車

| 路線名 | 駅名                                         | 駅間営業キロ | 累計営業キロ | R | 接続路線                                        | 所在地                   | 所在地           |
| ------ | -------------------------------------------- | ------------ | ------------ | - | ----------------------------------------------- | ------------------------ | ---------------- |
| 160    | ランバッハ駅                                 | -            | 0.0          | ■ | 西部線（シュタインドルフ方面/リンツ方面）       | オーバーエスターライヒ州 | ヴェルスラント郡 |
| 160    | シュタドル・パウラ駅                         | 3.5          | 3.5          | ■ |                                                 | オーバーエスターライヒ州 | ヴェルスラント郡 |
| 160    | バート・ヴィムスバッハ＝ナイトハルティング駅 | 3.4          | 6.9          | ■ |                                                 | オーバーエスターライヒ州 | ヴェルスラント郡 |
| 160    | バート・ヴィムスバッハ・シュタインフェルト駅 | 0.4          | 7.3          | ■ |                                                 | オーバーエスターライヒ州 | ヴェルスラント郡 |
| 160    | アウ駅                                       | 1.7          | 9.0          | ■ |                                                 | オーバーエスターライヒ州 | ヴェルスラント郡 |
| 160    | ミットラレ・アウ駅                           | 1.0          | 10.0         | ■ |                                                 | オーバーエスターライヒ州 | ヴェルスラント郡 |
| 160    | ブランケンベルク駅                           | 0.6          | 10.6         | ■ |                                                 | オーバーエスターライヒ州 | ヴェルスラント郡 |
| 160    | ヴァルドル駅                                 | 0.7          | 11.3         | ■ |                                                 | オーバーエスターライヒ州 | ヴェルスラント郡 |
| 160    | ケースルヴァング駅                           | 0.5          | 11.8         | ■ |                                                 | オーバーエスターライヒ州 | ヴェルスラント郡 |
| 160    | フェルトハム駅                               | 1.0          | 12.8         | ■ |                                                 | オーバーエスターライヒ州 | グムンデン郡     |
| 160    | フォルヒドルフ・ゲヴェルべゲビート駅         | 0.5          | 13.3         | ■ |                                                 | オーバーエスターライヒ州 | グムンデン郡     |
| 160    | フォルヒドルフ・シューレ駅                   | 0.7          | 14.0         | ■ |                                                 | オーバーエスターライヒ州 | グムンデン郡     |
| 160    | フォルヒドルフ＝エッゲンベルク駅             | 0.7          | 14.7         | ■ | グムンデン - フォルヒドルフ線（グムンデン方面） | オーバーエスターライヒ州 | グムンデン郡     |